# Bitka pri Kings Mountain
Bitka pri Kings Mountainu je bila vojaški spopad med Patriotsko in Lojalistično miliceo v Južni Karolini med južno kampanjo ameriške revolucionarne vojne, ki je privedla do odločilne zmage Patriotov. Bitka se je zgodila 7. oktobra 1780, 9 milj (14,5 km) južno od današnjega mesta Kings Mountain, Severna Karolina. Na območju današnjega podeželja okrožje Cherokee, Južna Karolina je patrioška milica premagala lojalistično milico pod poveljstvom britanskega majorja Patricka Fergusona iz 71. pehotnega polka. Bitka je bila opisana kot "največja vseameriška bitka v vojni".
Ferguson je v Severno Karolino prispel v začetku septembra 1780, da bi rekrutiral vojake za lojalistično milico in zaščitil bok glavne sile lorda Cornwallisa. Ferguson je pozval patriotske milice, naj odložijo orožje ali pa bodo trpele posledice. V odgovor so se patriotske milice pod vodstvom Benjamina Clevelanda, polkovnika Jamesa Johnstona, generala Williama Campbella, Johna Sevierja, Josepha McDowella ml. in Isaaca Shelbyja zbrale, da bi napadle Fergusona in njegove sile. Ko je prejel obveščevalne podatke o prihajajočem napadu, se je Ferguson odločil, da se umakne na varno mesto vojske lorda Cornwallisa. Vendar so patrioti dohiteli lojaliste pri Kings Mountainu blizu meje z Južno Karolino.
Popolnoma presenečeni so patriotski pripadniki milice napadli in obkolili lojaliste ter jim povzročili hude žrtve. Po uri bitke je bil Ferguson smrtno ustreljen, ko je poskušal prebiti linijo patriotov, nakar so se njegovi možje predali. Nekateri patrioti niso dali milosti, dokler njihovi častniki niso ponovno vzpostavili nadzora nad njimi; govorili so, da se želijo maščevati za domnevne umore, ki so jih zagrešili pripadniki milic Banastreja Tarletona v bitki pri Waxhawsu pod sloganom "Spomnite se Tarletonove milosti". Čeprav so zmagali, so se morali patrioti zaradi strahu pred Cornwallisovim napredovanjem hitro umakniti z območja. Kasneje so po kratkem sojenju usmrtili devet lojalističnih ujetnikov.
Bitka je bila ključni dogodek v južni kampanji. Presenetljiva zmaga ameriške patriotske milice nad lojalisti je prišla po nizu porazov patriotov s strani Cornwallisa in je močno dvignila moralo patriotov. Ko je bil Ferguson mrtev in njegova lojalistična milica uničena, je Cornwallis svojo vojsko premestil v Severno Karolino in sčasoma v Virginijo.

## Uvod
Britanski major Patrick Ferguson je bil 22. maja 1780 imenovan za inšpektorja milice. Njegova naloga je bila, da se odpravi na območje starega okrožja Tryon, Severna Karolina, tam zbere in organizira lojalistične enote iz torijskeja prebivalstva karolinskega zaledja ter zaščiti levi bok glavnine lorda Cornwallisa v Charlotte, Severna Karolina.

### Bitka pri Musgrove Mill
Zjutraj 18. avgusta 1780 se je 200 konjenikov patriotskih partizanov pod skupnim poveljstvom polkovnikov Isaaca Shelbyja, Jamesa Williamsa in Elijaha Clarka pripravljalo na napad na lojalistični tabor pri Musgrove's Millu, ki je nadzoroval lokalno oskrbo z žitom in varoval brod reke Enoree River. Bitka pri Musgrove Millu se je zgodila 19. avgusta blizu broda. Patrioti so pričakovali, da bodo presenetili garnizijo približno enakega števila lojalistov, vendar jih je lokalni kmet obvestil, da so bili toriji pred kratkim okrepljeni s približno 100 lojalističnimi milicami in 200 provincialnimi rednimi vojaki, ki so bili na poti, da se pridružijo Fergusonu. Bitka je trajala morda eno uro; v tem obdobju je bilo ubitih 63 torijev, neznano število ranjenih, 70 pa jih je bilo ujetih. Patrioti so izgubili približno štiri mrtve in dvanajst ranjenih.
Nekateri patriotski voditelji so za kratek čas razmišljali o napadu na lojalistično trdnjavo pri Ninety Six, Južna Karolina; vendar so se naglo razkropili, ko so izvedeli, da je bila velika patriotska vojska tri dni prej poražena pri Camdenu.

### Zasledovanje Shelbyja
Shelbyjeve sile so prešle 60 mi (96,6 km), Ferguson pa jih je vneto zasledoval, preden so pobegnile. Po nerodnem porazu generala Horatia Gatesa pri Camdenu je zmaga pri Musgrove Millu opogumila patriote in služila kot dodaten dokaz, da toriji ne morejo obdržati zaledja Južne Karoline.
Shelby in njegovi možje so prečkali Apalaške gore in se umaknili nazaj na ozemlje Watauga Association pri Sycamore Shoals v današnjem Elizabethton, Tennessee. 2. septembra sta Ferguson in njegova milica odkorakala proti zahodu v zasledovanju Shelbyja proti hribovitemu območju Apalaških gora na današnji meji med Tennesseejem in Severno Karolino. Do 10. septembra je Ferguson vzpostavil bazni tabor v Gilbert Townu v Severni Karolini in po Shelbyju izdal izziv patriotskim voditeljem, naj odložijo orožje, sicer bo "njihovo deželo opustošil z ognjem in mečem". Shelby in polkovnik John Sevier sta se srečala pri Sycamore Shoals in se dogovorila, da bosta svoje milice vodila proti njemu.

### Zbor pri Sycamore Shoals
Patriotski voditelji so poslali sporočilo vodji milice Virginije Williamu Campbellu in ga prosili, naj se jim pridruži pri Sycamore Shoals. Campbell je pozvalBenjamina Clevelanda, naj pripelje svojo milico iz Wilkes County, Severna Karolina, na zbirno točko. Odredom Shelbyja, Sevierja in Campbella se je pridružilo 160 milic iz Severne Karoline, ki sta jih vodila Charles McDowell in njegov brat Joseph "Pleasant Gardens" McDowell. Campbellov bratranec, Arthur Campbell, je pripeljal še 200 Virginijcev. Približno 1.100 prostovoljcev iz jugozahodne Virginije in današnjega severovzhodnega Tennesseeja, znanih kot "Overmountain Men", ker so se naselili v divjini zahodno od grebena Apalaških gora,"so se zbrali na zbirnem mestu 25. septembra 1780 v Sycamore Shoals. Njihovo gibanje je bilo omogočeno z zmanjšanjem napetosti z plemenom Cherokee, zahvaljujoč diplomaciji svaka Benjamina Clevelanda, indijanskega agenta Josepha Martina. Možje iz Overmountain so prečkali Roan Mountain in nadaljevali v južni smeri približno 13 dni v pričakovanju boja proti lojalističnim silam. Do 30. septembra so prispeli v Quaker Meadows v Burke County, Severna Karolina, dom bratov McDowell, kjer so se združili s Clevelandom in 350 možmi. Zdaj, ko jih je bilo 1.400, so patrioti odkorakali do South Mountain, Severna Karolina. Pet polkovnikov, ki so vodili patriotske sile (Shelby, Sevier, William Campbell, Joseph McDowell in Cleveland), je izbralo Williama Campbella za nominalnega poveljnika, vendar so se strinjali, da bodo vsi skupaj delovali v posvetu za poveljevanje svoji združeni vojski.
Medtem sta dva dezerterja iz patriotske milice dosegla Fergusona in ga obvestila o veliki skupini milice, ki se mu približuje. Ferguson je tri dni čakal iz nejasnih razlogov, nato pa je ukazal umik k Cornwallisu in britanskim glavnim silam v Charlotte, pri čemer je poslal sporočilo Cornwallisu, v katerem je zahteval okrepitve. Prošnja ni dosegla Cornwallisa do enega dne po bitki. 1. oktobra je Ferguson prispel do reke Broad, kjer je izdal še eno bojevito javno pismo, v katerem je pozval lokalno milico, naj se mu pridruži, sicer jih bodo "polulali kup mešancev" (možje iz Overmountain).
4. oktobra je patriotska milica prispela v Fergusonov nekdanji tabor v Gilbert Townu, kjer se jim je pridružilo 30 mož georgijske milice, željnih akcije. 6. oktobra so prispeli v Cowpens, Južna Karolina, kjer so prejeli novico, da je Ferguson vzhodno od njih in se je odpravljal proti Charlotte in Cornwallisu. Pohiteli so, da bi ga ujeli. Patriotski vohuni so poročali, da Ferguson tabori na Kings Mountainu z okoli 1.200 možmi. Ferguson, namesto da bi nadaljeval, dokler ne bi dosegel Charlotte in varnosti (le dan hoda stran), je taboril na Kings Mountainu in poslal Cornwallisu še eno pismo, v katerem je prosil za okrepitve. Kings Mountain je eden izmed mnogih skalnatih gozdnatih hribov v zgornjem Piedmontu, blizu meje med Severno in Južno Karolino. Oblikovan je kot odtis stopala z najvišjo točko pri peti, ozkim nartom in širokim zaobljenim prstom. Lojalisti so taborili na grebenu zahodno od Kings Pinnacle, najvišje točke na Kings Mountainu.
Ker so morali pohiteti, je patriotska milica postavila 900 mož na konje in odjahala proti Kings Mountainu. Takoj so odšli, marširali so v noči na 6. oktober in zjutraj 7. oktobra, čeprav dež ni prenehal. Do sončnega vzhoda so prečkali reko Broad, 15 mi (24,1 km) od Kings Mountaina. Zgodaj popoldne so prispeli in takoj obkolili greben ter napadli.

## Bitka
Bitka se je začela okoli 15. ure, ko se je 900 patriotov (vključno z Johnom Crockettom, očetom Davyja Crocketta) približalo strmemu vznožju zahodnega grebena. Oblikovali so osem oddelkov po 100 do 200 mož. Ferguson ni vedel, da so ga patrioti dohiteli in njegovih 1.100 mož. Bil je edini redni britanski vojak v poveljstvu, sestavljenem v celoti iz lojalistične milice Karoline, razen približno 100 rdeče uniformiranih provincialcev (vojaških kolonialcev) iz New Yorka, New Jerseyja in Connecticuta. Ni se mu zdelo potrebno utrditi svojega tabora.
Patrioti so lojaliste presenetili. Lojalistični častnik Alexander Chesney je kasneje zapisal, da ni vedel, da so patrioti kje blizu njih, dokler se ni začelo streljanje. Ko so kričeči patrioti napadli hrib, se je nizozemsko-ameriški lojalistični stotnik Abraham de Peyster obrnil k Fergusonu in rekel: "Te stvari so zlovešče – to so prekleti kričeči fantje!" Dve skupini, ki sta ju vodila Sevier in Campbell, sta napadli "peto" gore – najmanjšo po površini, a najvišjo točko. Drugi oddelki, ki so jih vodili Shelby, Williams, Lacey, Cleveland, Hambright, Winston in McDowell, so napadli glavno lojalistično pozicijo, obkrožili bazo ob grebenu.
Nihče v patriotski vojski ni imel poveljstva, ko se je začel boj. Vsak oddelek se je boril neodvisno po predhodno dogovorjenem načrtu za obkrožitev in uničenje lojalistov. Patrioti so se plazili po hribu in streljali izza skal in dreves. Ferguson je zbral svoje čete in sprožil obupen bajonetni napad proti Campbellu in Sevierju. Ker niso imeli bajonetov, so patrioti zbežali po hribu in v gozd. Campbell je kmalu zbral svoje čete, se vrnil na hrib in nadaljeval s streljanjem. Ferguson je med bitko ukazal še dva bajonetna napada. To je postal vzorec bitke; patrioti so napadli hrib, nato pa so toriji napadli hrib z bajoneti, pregnali patriote s pobočij in v gozd. Ko je bil napad končan in so se toriji vrnili na svoje položaje, so se patrioti preoblikovali v gozdu, se vrnili na dno hriba in ponovno napadli hrib. Med enim od napadov je bil Williams ubit, McDowell pa ranjen. Streljanje je bilo za lojaliste težko, saj so se patrioti nenehno premikali in izkoriščali kritje in prikrivanje v svojo korist. Poleg tega je naklon hriba navzdol prispeval k temu, da so lojalisti streljali previsoko.
Po eni uri boja so bile lojalistične žrtve velike. Ferguson je jahal naprej in nazaj po hribu, pihal v srebrno piščalko, ki jo je uporabljal za signaliziranje napadov. Shelby, Sevier in Campbell so dosegli vrh hriba za lojalistično pozicijo in napadli Fergusonov zadnji del. Lojalisti so bili potisnjeni nazaj v svoj tabor, kjer so se začeli predajati. Ferguson je izvlekel meč in posekal vse majhne bele zastave, ki so se pojavljale, vendar se je zdelo, da je vedel, da je konec blizu. V poskusu, da bi zbral svoje omahljive može, je Ferguson zakričal: "Hurra, pogumni fantje, dan je naš!" Zbral je nekaj častnikov in poskušal prebiti patriotski obroč, vendar so Sevierjevi možje izstrelili salvo in Ferguson je bil ustreljen in ga je njegov konj odvlekel za patriotsko linijo. Tam se je soočil z nasprotnim patriotskim častnikom, ki je od polkovnika zahteval predajo. Ferguson je ustrelil in ubil moškega s svojo pištolo v zadnjem dejanju kljubovanja, vendar so ga takoj na mestu ustrelili številni patrioti. Ko so patrioti našli njegovo truplo, so našteli sedem strelnih ran.
Ko so videli, da je njihov vodja padel, so se lojalisti začeli predajati. Nekateri patrioti niso želeli jemati ujetnikov, saj so se želeli maščevati za bitko pri Waxhawsu ali 'Tarletonovo milost', v kateri so sile Banastre Tarletona ubile precejšnje število Abraham Bufordovih kontinentalnih vojakov, potem ko je slednji dvignil belo zastavo predaje. (Pri Waxhaws je bil Tarletonov konj ustreljen, kar ga je prikovalo na tla in njegove može pripeljalo do prepričanja, da je bil njihov poveljnik ubit pod belo zastavo predaje.) Tudi drugi patrioti se očitno niso zavedali, da se lojalisti poskušajo predati.
Lojalistični stotnik de Peyster, ki je poveljeval po Fergusonovi smrti, je poslal odposlanca z belo zastavo in prosil za usmiljenje. Nekaj minut so patrioti zavračali de Peysterjevo belo zastavo in nadaljevali s streljanjem, mnogi so kričali: "Dajte jim Tarletonovo usmiljenje!" in "Dajte jim Bufordovo igro!" Znatno število predajajočih se lojalistov je bilo ubitih ali ranjenih, vključno z odposlancem z belo zastavo. Ko je de Peyster poslal drugo belo zastavo, je nekaj patriotskih častnikov, vključno s Campbellom in Sevierjem, priteklo naprej in prevzelo nadzor tako, da so svojim možem ukazali prenehati streljati. Ujeli so približno 700 lojalističnih ujetnikov.

## Posledice
Bitka pri Kings Mountainu je trajala 65 minut. Lojalisti so imeli 290 mrtvih, 163 ranjenih in 668 ujetih. Patriotska milica je imela 28 mrtvih in 60 ranjenih. Patrioti so se morali hitro umakniti, ker so se bali, da bi Cornwallis napredoval, da bi se srečal z njimi. Lojalistične ujetnike, ki so bili dovolj zdravi za hojo, so gnali v taborišča nekaj kilometrov od bojišča. Mrtve so pokopali v plitvih grobovih, ranjene pa so pustili na polju, da umrejo. Fergusonovo truplo naj bi bilo kasneje oskrunjeno in zavito v volovsko kožo pred pokopom. Tako zmagovalci kot ujetniki so bili med pohodom blizu stradanja zaradi pomanjkanja zalog v naglo organizirani patriotski vojski.
20. oktobra je umikajoča se patriotska sila izvedla hitra vojaška sodišča lojalistov zaradi različnih obtožb (izdaja, dezertiranje iz patriotskih milic, spodbujanje indijanskega upora). Med prehodom skozi skupnost Sunshine v današnjem okrožju Rutherford v Severni Karolini se je umik ustavil na posestvu družine Biggerstaff. Aaron Biggerstaff, lojalist, se je boril v bitki in bil smrtno ranjen. Njegov brat Benjamin je bil patriot in je bil kot vojni ujetnik na britanski ladji, zasidrani v Charlestonu v Južni Karolini. Njihov bratranec John Moore je bil lojalistični poveljnik v prejšnji bitki pri Ramsour's Mill (sodobni Lincolnton, Severna Karolina), v kateri so mnogi borci pri Kings Mountainu sodelovali na eni ali drugi strani. Med postankom na zemljišču Biggerstaffovih so ameriški patrioti obsodili 36 lojalističnih ujetnikov. Nekateri so bili obtoženi s strani patriotov, ki so se prej borili ob njih in kasneje zamenjali strani. Devet ujetnikov je bilo obešenih, preden je Isaac Shelby končal postopek. Mnogi patrioti so se razkropili v naslednjih nekaj dneh, medtem ko so vsi razen 130 lojalističnih ujetnikov pobegnili, ko so jih vodili v enojni vrsti skozi gozdove. Kolona se je končno utaborila v Salemu v Severni Karolini.
Poročnik Anthony Allaire, newyorški lojalist, priključen Fergusonovi enoti, je bil ujet v bitki in je pretrpel prisilni pohod in slabo ravnanje z ujetniki. Sčasoma je pobegnil in se uspel vrniti k britanskim silam v Charlestonu. Njegov objavljeni dnevnik opisuje mesece pred bitko, kratek opis bitke, njegov čas kot ujetnik patriotskih sil in njegov končni pobeg.
Kings Mountain je bil ključen trenutek v zgodovini Ameriške revolucije. Po vrsti katastrof in ponižanj v Karolinah – padcu Charlestona in zajetju ameriške vojske, uničenju še ene ameriške vojske v bitki pri Camdenu, pokolu v Waxhawsu – je presenetljiva odločilna zmaga pri Kings Mountainu močno dvignila moralo patriotov. Torijevci iz karolinskega zaledja so bili zlomljeni kot vojaška sila. Poleg tega je uničenje Fergusonovega poveljstva in grozeča nevarnost patriotske milice v gorah povzročila, da je Cornwallis preklical svoje načrte za invazijo na Severno Karolino; namesto tega je evakuiral Charlotte in se umaknil v Južno Karolino. V Severno Karolino se ni vrnil do začetka leta 1781, ko je zasledoval Nathanaela Greenea, potem ko so Američani britanskim silam zadali še en poraz v Bitki pri Cowpensu.
V The Winning of the West Theodore Roosevelt piše o Kings Mountainu: "Ta sijajna zmaga je zaznamovala prelomnico ameriške revolucije." Thomas Jefferson jo je imenoval "obrat plime uspeha". Predsednik Herbert Hoover je pri Kings Mountainu dejal:
To je kraj navdihujočih spominov. Tukaj je manj kot tisoč mož, navdihnjenih z željo po svobodi, premagalo nadrejeno silo, utrjeno na tem strateškem položaju. Ta majhna skupina patriotov je odbila nevarno invazijo, dobro zasnovano za ločitev in razkosanje združenih kolonij. Bila je majhna vojska in majhna bitka, vendar je imela velik pomen. Zgodovina je komajda priznala njen pomen, ki bi jo moral upravičeno postaviti ob bok Lexingtonu, Bunker Hillu, Trentonu in Yorktownu.
Leta 1931 je Kongres Združenih držav Amerike ustanovil Nacionalni vojaški park Kings Mountain na mestu bitke. Sedež parka je v Blacksburgu, Južna Karolina] in vsako leto gosti na stotine tisoč ljudi.